# 페르소나 3: 이상한 가면무도회
《페르소나 3: 이상한 가면무도회》(일본어: 舞台『PERSONA3 the Weird Masquerade』)는 2006년 플레이스테이션 2 비디오 게임 《여신전생 페르소나 3》와 2009년 플레이스테이션 포터블 버전 페르소나 3 포터블을 기반으로 클라이가 제작한 무대 뮤지컬 시리즈이다. 기무라 마코토가 감독했으며, 이 연극은 원작 게임의 메구로 쇼지의 음악을 사용했으며, 쿠와바라 마코의 신곡이 포함되었다. 대본은 카구라자카 코토라가 썼다. 여신전생 페르소나 3 영화와 《페르소나 4 디 애니메이션》의 시나리오 작가인 쿠마가이 준은 카구라자카와 함께 푸른 각성과 군청의 미궁을 공동 집필했다. 이 뮤지컬은 2014년부터 2017년까지 상연되었다.
이 뮤지컬에는 성우 아오이 쇼타와 아스미 카나가 각각 사쿠야 시오미와 코토네 시오미로 이름붙여진 페르소나 3 주인공으로 출연한다. 각 연극의 두 가지 다른 버전이 상연 기간 동안 번갈아 나타났으며, 주인공에 따라 각 대화와 장면이 달랐다.

## 제작
2013년 페르소나 뮤직 페스에서 배포된 전단지를 통해 무대극 각색이 발표되었다. 이 무대극은 "2.5D 경험"을 위해 배경과 특수 효과를 무대와 스크린에 투사하는 프로젝션 매핑을 사용한다. 이 연극에는 사쿠야 시오미와 코토네 시오미로 명명된 주인공 둘을 위한 별도의 공연이 포함되었다. 두 주인공 모두 자신들만의 연극 버전을 가지고 있었고, 일부 장면은 자신의 공연에만 독점적이었으며, 번갈아 가며 공연되었다. 연극을 감독하면서 기무라는 캐릭터 성장과 우정의 힘을 강조했다. 이 연극은 니코니코 동화에서도 생중계되었다.
4월부터 6월까지의 이야기 사건을 다루는 첫 번째 연극인 푸른 각성(青の覚醒)은 2014년 1월 8일부터 12일까지 일본 도쿄의 극장 G 로쏘에서 상연되었다. 2014년 5월 14일에 홈 릴리스되었다.
7월부터 11월까지의 이야기 사건을 다루는 두 번째 연극인 군청의 미궁(群青の迷宮)은 2014년 9월 16일부터 24일까지 일본 도쿄의 극장 1010에서 상연되었다. 2015년 1월 28일에 홈 릴리스되었다.
11월의 이야기 사건을 다루는 세 번째 연극인 창연의 결정(蒼鉛の結晶)은 2015년 6월 5일부터 13일까지 일본 도쿄의 극장 G 로쏘에서 상연되었다. 2015년 9월 30일에 홈 릴리스되었다.
네 번째이자 마지막 연극인 남색의 서약(藍の誓約)과 창공 너머(碧空の彼方へ)는 2017년 4월 14일부터 23일까지 일본 도쿄의 극장 G 로쏘에서 상연되었다. 남색의 서약은 11월부터 12월까지의 이야기 사건을 다루며, 창공 너머는 12월부터 1월까지의 이야기 사건을 다룬다. 신지로를 연기하는 후지타 레이는 창공 너머의 여성 주인공 버전에 게스트로 출연했다.
2018년 클라이는 게임의 마지막 사건과 일치하는 "졸업식"을 위해 2019년 3월 5일에 뮤지컬 사운드트랙을 발매할 것이라고 발표했다.

## 줄거리

### 1막: 푸른 각성
자동차 사고로 사쿠야/코토네 시오미의 부모가 사망한 지 10년 후 ("시간의 틈새"), 그는/그녀는 월광관 고등학교로 전학한다 ("영혼의 구절"). 첫날 밤, 기숙사는 섀도 타임 동안 마법사에게 공격당하고, 그는/그녀는 오르페우스를 각성시킨다. 사쿠야/코토네는 페르소나를 사용할 수 있기 때문에 섀도를 제거하는 비밀 학생 조직인 SEES(Specialized Extracurricular Execution Squad)에 합류한다.
개학 첫날, 사쿠야/코토네는 SEES의 신입 회원인 이오리 준페이와 야마기시 후카를 만난다. 사쿠야/코토네, 타케바 유카리, 준페이는 후카를 괴롭히는 친구들과의 관계를 극복하도록 돕기 위해 영화에 초대한다. 그날 밤, SEES는 섀도 타임 동안만 나타나는 섀도 감염 탑인 타르타로스에서 첫 임무를 수행한다. 키리조 미츠루는 매혹당하지만, 사나다 아키히코에게 구출된다 ("모두 쓸어버려"). 한편 사쿠야/코토네, 유카리, 준페이는 여사제를 상대로 싸우고, 준페이는 사쿠야/코토네가 리더인 것에 대한 좌절감을 한탄한다 ("나는 영웅이 아니야"). 전투 후, 유카리는 사쿠야/코토네에게 아버지의 죽음을 조사하기 위해 SEES에 합류했다고 털어놓는다 ("새로운 날들").
나중에 SEES가 포트 아일랜드의 영화관에 갔을 때, 이쿠츠키 슈지는 후카가 타르타로스에 갇혔다고 알린다. 그들은 입장하자마자 헤어지지만, 사쿠야/코토네는 후카를 발견하고, 후카는 외롭다고 고백한다 ("내가 속한 곳"). 한편, 유카리와 미츠루는 황제와 여황제에게 공격받고, 그들이 도착했을 때 준페이와 아키히코도 패배한다. 후카는 그들의 약점을 파악할 수 있었고, 사쿠야/코토네는 힘든 싸움 끝에 이를 이용한다. 전투 후, 파로스는 사쿠야/코토네와 우정을 맺고, 그는/그녀는 연극이 끝날 때 마지못해 이를 받아들인다 ("당신에 대한 기억").

### 2막: 군청의 미궁
SEES는 섀도와 싸우기 위해 또 다른 임무를 수행한다 ("두려움을 태워"). 한편, 아이기스는 키리조 연구소에서 각성한다 ("모두의 영혼을 위한 시"). SEES는 법황을 물리치지만, 그것은 나가나키 신사로 도망쳐 연인으로 변모하여 코로마루와 아마다 켄을 공격한다. 전 SEES 멤버인 아라가키 신지로는 그것을 물리치고, 그날 밤 켄은 3년 전 자신의 어머니를 죽인 섀도에게 복수하겠다고 맹세한다 ("복수의 밤에").
시험 후, SEES는 야쿠시마섬으로 여행을 떠나고, 그곳에서 사쿠야/코토네는 아이기스를 만난다. 밤이 되자 미츠루의 아버지인 키리조 타케하루는 SEES에게 섀도 타임이 키리조 그룹의 실패한 실험의 결과라고 말한다. 어둠의 시간, 타르타로스, 섀도 공격은 보름달의 아르카나 섀도 열두 개가 모두 파괴되어야만 사라질 것이다. 아버지가 실험의 수석 연구원이었기 때문에 유카리는 미츠루가 진실을 숨긴 것에 대해 비난한다. 사쿠야/코토네가 그녀를 따라갔을 때 그들은 섀도에게 공격받는다. 아이기스가 갑자기 나타나 그들을 물리치고, 그녀와 사쿠야/코토네는 서로가 이어지을 확인한다 ("내 마음의 현을 울려"). 미츠루는 아이기스를 가족의 연구실에서 생산된 대섀도 무기로 식별하고, 그녀가 SEES에 합류하는 것을 허락한다.
타카야, 진, 치도리가 목표 중 하나를 공격한 후 ("스트레가 테마"), 준페이는 포트 아일랜드에서 치도리를 만난다. 아키히코는 신지로에게 켄이 SEES에 합류했다고 말하고, 둘은 어린 시절을 회상하며 ("쌍둥이 영혼"), 신지로가 재합류하도록 설득한다. 다음 임무에서 타카야와 진은 정의와 전차로 SEES를 지하에 가둔다 ("깊은 숨, 깊은 숨"). SEES는 그 후 은둔자를 물리친다 ("모두의 영혼을 위한 전투"). 치도리가 페르소나 통제 불능으로 입원한 후, 켄은 신지로가 잠시 페르소나 통제 불능이 되었을 때 자신의 어머니를 죽인 사람이라는 것을 우연히 듣는다. 다음 보름달에 그는 신지로에게 개인적으로 만나자고 요청하고, 나머지 SEES는 운명과 힘과 싸운다. 신지로는 타카야로부터 켄을 보호하다가 사망한다 (사쿠야 버전) 또는 혼수 상태에 빠진다 (코토네 버전).
아키히코는 신지로를 개인적으로 방문하고 ("쌍둥이 영혼 (반복)") 더 강해지기로 결심하며, 그의 페르소나 폴리듀케스를 카이사르로 변환시킨다. 사쿠야/코토네는 켄을 위로하고, 이는 켄이 그의 페르소나 네메시스를 칼라-네미로 변환하게 한다. 다음 보름달 동안, 팀의 절반은 매달린 남자를 상대하고, 다른 절반은 타카야와 진과 싸운다. 타카야와 진은 도망치지만, 매달린 남자는 패배한다. 열두 섀도가 모두 사라지자 파로스는 사쿠야/코토네에게 작별을 고한다. SEES는 해가 뜨면서 승리에 기뻐한다 ("새로운 날들").
크레딧 후 장면에서, 타르타로스가 섀도 타임에서 나타나고, 이쿠츠키는 웃으며 그 안으로 들어간다.

### 3막: 창연의 결정
SEES는 축하하지만, 섀도 타임이 끝나지 않았다는 것을 발견한다. 월광관 고등학교 앞에서 이쿠츠키를 만났을 때, 그는 보름달 섀도를 파괴한 것이 죽음의 섀도 부분을 해방시켜 재결합하고 세상을 파괴할 것이라고 고백하며, SEES를 자신의 목표에 더 가깝게 만들기 위해 거짓말을 했다고 시인한다. 아이기스는 그의 통제에서 구출되지만, 그는 미츠루의 아버지를 치명적으로 다치게 하고 타르타로스에서 뛰어내려 미츠루는 아버지의 죽음을 슬퍼하게 된다 ("안개에 가려진 취약성"). 사쿠야/코토네는 엘리자베스 (사쿠야 버전) 또는 테오도르 (코토네 버전)와 벨벳 룸에 있게 되고, 그들은 도움을 제안한다 ("벨벳 계층"). 나중에 아키히코는 SEES가 해체되어야 한다고 결정한다 ("당신의 이름 (진실)").
새로운 학생인 모치즈키 료지가 사쿠야/코토네의 반으로 전학 온다 ("빛나는 세상"). 교토로 수학여행을 가는 동안, 그는 모두를 위로하고 자신의 길을 찾는 것에 대한 조언을 해준다. 결심이 회복되자 그들은 SEES를 재편성하기로 결정한다 ("당신의 이름 (반복)"). 유카리는 아버지의 영상 메시지의 편집되지 않은 사본을 보고, 아버지가 키리조 그룹의 실험에 반대했다는 것을 알게 된다. 믿음을 되찾은 그녀는 자신의 페르소나 이오를 이시스로 변환시킨다 ("시간을 통해 보내진 메시지"). 그녀는 미츠루에게 맞서고 SEES에 재합류하도록 설득하며, 미츠루는 자신의 페르소나 펜테실리아를 아르테미시아로 변환시킨다. 이제 함께, SEES는 타르타로스에서 임무를 계속한다 ("창연의 결정") 연극이 끝나면서 ("새로운 날들").
크레딧 후 장면에서, 아이기스는 달빛 다리에서 료지와 맞선다. 준페이는 타카야와 진과 대치하는 동안 치도리를 외친다.

### 4막: 남색의 서약
나츠키는 후카에게 이사 간다고 말하고 ("온화한 눈가리개"), 준페이는 계속해서 병원의 치도리를 방문한다 ("환상 그림 (해바라기)"). 한편, 무감증 증후군 사례가 급증함에 따라, 대중은 타카야와 진이 이끄는 컬트에서 위안을 찾고 ("몰락의 메시아"), 그들은 키리조 연구소에서 실험을 받은 후 페르소나를 강제로 휘두르게 되었다고 밝힌다. 사쿠야/코토네, 아키히코, 켄, 료지가 피닉스 레인저스 라이브 쇼를 보는 동안 ("피닉스 레인저스 페더맨 R 테마곡"), 타카야와 진은 치도리를 병원에서 풀어준다. 나츠키가 떠날 때, 그녀와 후카는 우정을 재확인하며 ("온화한 눈가리개 (유대)"), 후카가 자신의 페르소나 루시아를 주노로 변환할 수 있게 한다. 사쿠야/코토네는 엘리자베스 (사쿠야 버전) 또는 테오도르 (코토네 버전)로부터 전화가 와서 타르타로스의 또 다른 구역이 열렸다고 통보받는다 ("이상한 가면무도회").
어느 날 저녁, 치도리는 SEES에게 타르타로스에서 자신과 싸우자고 도전한다. 준페이는 그녀를 위로하지만, 타카야는 그를 치명적으로 쏜다. 치도리는 준페이에게 사랑에 빠졌다고 고백하고 그를 되살리기 위해 자신의 생명 에너지를 희생한다 ("환상 그림 (태양)"). 분노한 준페이는 자신의 페르소나 헤르메스를 트리스메기스투스로 변환시켜 타카야와 진을 후퇴하게 만든다.
12월, 아이기스는 달빛 다리에서 료지와 맞선다. 둘 다 10년 전 사건을 회상하며, 아이기스는 그들의 대치로 심각하게 손상되고, 료지는 자신이 10년 전 이와토다이를 공격했던 13번째 섀도인 죽음이라는 것을 기억한다. 사쿠야/코토네는 자동차 사고에서 살아남은 후 그들의 전투를 목격했을 때, 아이기스가 당시 죽음을 자신 안에 봉인하여 그것을 억제했음을 알게 된다. 료지의 존재가 닉스를 소환하여 세상을 파괴할 것이기 때문에, 그는 SEES에게 자신을 죽여 닉스의 도착을 지연시키고 섀도 타임에 대한 기억을 지워 세상이 끝나기 전에 행복하게 살도록 제안한다. 그는 12월 31일까지 결정할 시간을 준다. 12월 내내 SEES는 그들의 임무를 되돌아보고 닉스와 직접 싸우기로 결정한다 ("결단의 순간").
크레딧 후 장면에서, 사쿠야/코토네는 키리조 연구소의 아이기스를 방문한다.

### 5막: 창공 너머
아이기스는 키리조 연구소에서 완전히 수리되어 돌아온다. 12월 31일, SEES는 료지에게 닉스와 싸우기로 결정했다고 말한다. 료지는 그들과 헤어진다 ("빛나는 세상 (발라드 버전)"). 그들은 훈련하고 닉스를 물리친다.
SEES의 나머지 멤버들이 학교 졸업식에 참석하는 동안, 사쿠야/코토네는 아이기스와 함께 옥상에 간다. 나머지 SEES는 갑자기 기억을 되찾고 재빨리 떠난다. 사쿠야/코토네가 의식을 잃기 시작하면서, 그와/그녀와 아이기스는 작별 인사를 나눈다 ("당신에 대한 기억").

## 뮤지컬 넘버
| 1막 - "시간의 틈새" - 앙상블 - "영혼의 구절" - 사쿠야/코토네, 유카리, 준페이, 아키히코, 미츠루, 후카 - "모두 쓸어버려" - 미츠루, 아키히코 - "나는 영웅이 아니야" - 준페이 - "새로운 날들" - 유카리, 사쿠야/코토네 - "내가 속한 곳" (私の居場所, Watashi no ibasho) - 후카 - "당신에 대한 기억" (キミの記憶, Kimi no kioku) - 사쿠야/코토네, 유카리, 준페이, 아키히코, 미츠루, 후카 2막 - "두려움을 태워" – 사쿠야/코토네 - "모두의 영혼을 위한 시" (全ての人の魂の詩, Subete no Hito no Tamashī no Uta) - 아이기스 - "복수의 밤에" (ネメシスのあの夜, Nemeshisu no ano yoru) - 켄 - "스트레가 테마" - 타카야, 진, 치도리 - "내 마음의 현을 울려" - 아이기스, 사쿠야/코토네 - "깊은 숨, 깊은 숨" - 신지로 - "모두의 영혼을 위한 전투" (全ての人の魂の戦い, Subete no Hito no Tamashī no Tatakai) - 후카, 아이기스 - "쌍둥이 영혼" - 아키히코, 신지로 - "쌍둥이 영혼 (반복)" - 아키히코 - "새로운 날들" - 사쿠야/코토네, 유카리, 준페이, 아키히코, 미츠루, 후카, 아이기스, 켄 - "영혼의 구절" - 모두 3막 - "영혼의 구절" - 사쿠야/코토네, 유카리, 준페이, 아키히코, 미츠루, 후카, 아이기스, 켄 - "안개에 가려진 취약성" - 미츠루 - "벨벳 계층" (ベルベットの階層, Berubetto no kaisō) - 엘리자베스와 사쿠야 (사쿠야 버전), 테오도르와 코토네 (코토네 버전) - "당신의 이름 (진실)" - 사쿠야/코토네 - "빛나는 세상" (輝く世界, Kagayaku sekai) - 료지 - "당신의 이름 (반복)" - 사쿠야/코토네, 유카리, 준페이, 아키히코, 후카, 아이기스, 켄 - "시간을 통해 보내진 메시지" (時を越えたメッセージ, Toki wo koeta messēji) - 유카리 - "창연의 결정" (蒼鉛の結晶, Sōen no Kesshō) - 사쿠야/코토네, 유카리, 준페이, 아키히코, 미츠루, 후카, 아이기스, 켄, 타카야, 진, 앙상블 - "새로운 날들" - 모두 - "영혼의 구절" - 모두 | 4막 - "모두의 영혼을 위한 시" - 엘리자베스 (사쿠야 버전), 테오도르 (코토네 버전) - "온화한 눈가리개" (やさしい目隠し, Yasashii Mekakushi) - 후카와 나츠키 - "환상 그림 (해바라기)" (幻想絵画 ～向日葵～, Genzo Kaiga ~Himawari~) - 준페이와 치도리 - "몰락의 메시아" (滅びのメシア, Horobi no Meshia) - 타카야, 진, 그리고 앙상블 - "피닉스 레인저스 페더맨 R 테마곡" (不死鳥戦隊フェザーマンRのテーマ, Fushicho Sentai Fezaman R no Tema) - 아키히코와 켄 - "이상한 가면무도회" - 사쿠야/코토네 - "커뮤니케이션!" - "마음을 찾아서" (ココロ。探して, Kokoro Sagashite) - "온화한 눈가리개 (유대)" (やさしい目隠し ～キズナ～, Yasashii Mekakushi ~Kizuna~) - 후카와 나츠키, 사쿠야/코토네, 준페이, 유카리, 아이기스, 미츠루, 아키히코 - "환상 그림 (태양)" (幻想絵画 ～太陽～, Genzo Kaiga ~Taiyo~) - 준페이와 치도리 - "결단의 순간" (決断の刻, Ketsudan no Toki) - 사쿠야/코토네, 유카리, 준페이, 아키히코, 미츠루, 후카, 아이기스, 그리고 켄 5막 - "빛나는 세상 (발라드 버전)" - 료지 - "스트레가의 테마 (구원)" (ストレガのテーマ ～救済～, Sutorega no Tema ~Kyuusai~) - 타카야, 진, 그리고 앙상블 - "기억의 계절" - "당신에 대한 기억" (キミの記憶, Kimi no Kioku) - 아이기스, 유카리, 준페이, 아키히코, 미츠루, 후카, 켄 - 새로운 날들 - 모두 - 영혼의 구절 - 모두 |

## 주요 배역 및 원작 출연진
| 캐릭터                        | 출연진                                                              |
| ----------------------------- | ------------------------------------------------------------------- |
| 시오미 사쿠야 (남주인공)      | 아오이 쇼타                                                         |
| 시오미 코토네 (여주인공)      | 아스미 카나                                                         |
| 타케바 유카리                 | 토미타 마호                                                         |
| 이오리 준페이                 | 오오카와 겐키                                                       |
| 사나다 아키히코               | 후지와라 유키                                                       |
| 키리조 미츠루                 | 타노 아사미                                                         |
| 야마기시 후카                 | 타노우에 마리나                                                     |
| 아이기스                      | ZAQ                                                                 |
| 아마다 켄                     | 사카구치 와쿠 스즈키 토모노리                                       |
| 아라가키 신지로               | 후지타 레이                                                         |
| 이쿠츠키 슈지                 | 혼다 쇼이치 (푸른 각성) 카라하시 미츠루 (군청의 미궁과 창연의 결정) |
| 타카야                        | 니시야마 타케야                                                     |
| 진                            | 마츠모토 유이치                                                     |
| 치도리                        | 하네 유리                                                           |
| 파로스 / 모치즈키 료지 / 닉스 | 우에다 케이스케                                                     |
| 엘리자베스                    | 코사카 리유                                                         |
| 테오도르                      | 시오자키 이레                                                       |

## 평가
푸른 각성의 DVD 릴리스는 오리콘 주간 DVD 차트에서 11위로 데뷔하여 2주간 차트에 머물렀다.
Kotaku의 리처드 아이젠바이스는 군청의 미궁을 호의적으로 평했지만, 발라드의 약점과 주인공들의 개성 부족을 지적했다. 군청의 미궁의 DVD 릴리스는 오리콘 주간 DVD 차트에서 22위로 데뷔하여 2주간 차트에 머물렀다.
창연의 결정의 DVD 릴리스는 오리콘 주간 DVD 차트에서 27위로 데뷔하여 2주간 차트에 머물렀다.
남색의 서약의 DVD 릴리스는 오리콘 주간 DVD 차트에서 28위로 데뷔하여 3주간 차트에 머물렀다.
푸른 하늘 너머의 DVD 릴리스는 오리콘 주간 DVD 차트에서 19위로 데뷔하여 2주간 차트에 머물렀다.